# Thalassiobates littoralis
Thalassiobates littoralis es una especie de miriápodo diplópodo de la familia Nemasomatidae.

## Descripción
Presenta 15 ojos a cada lado agrupados en montones de forma triangular y hasta 91 pares de patas.

## Distribución y hábitat
Es propia del Mediterráneo occidental, costas de las islas británicas y Europa noroocidental, así como de la costa atlántica de Estados Unidos, donde podría haber sido introducida.
Se encuentra preferentemente sobre depósitos vegetales o piedras en zonas de marea.